# Henti
Gorovje Henti (mongolsko Хэнтий нуруу, Hentij nuruu) je gorska veriga v provincah Töv in Henti v severni Mongoliji. Del gorovja spada v strogo varovani naravni rezervat Han Henti, v katerem je tudi mongolska sveta gora Burhan Haldun, kjer naj bi bil rojen in je pokopan Džingiskan. 
Gorovje Henti je razvodje med Arktičnim oceanom in Pacifikom. V gorovju izvirajo reke Onon, Kerulen (Hereleng) in Tuul.